# Pedro Téllez-Girón y de la Cueva
Pedro Téllez-Girón de la Cueva Velasco i Toledo (Osuna, 29 de juliol de 1537 - Madrid, 13 de setembre de 1590), va ser un noble, polític i militar espanyol, I duc d'Osuna, V comte d'Ureña, V senyor d'Olvera, Gran d'Espanya, entre altres títols. Va ser fill de Juan Téllez-Girón i de la seva esposa María de la Cueva i Toledo, de la Casa d'Alburquerque.

## Biografia
Pedro Téllez-Girón, comte d'Ureña, va fer carrera cortesana i política al servei de Felip II, recolzat en bona part pel seu immens patrimoni, un dels més grans i sanejats de la noblesa espanyola.
Va servir com a ambaixador a Portugal (1579), col·laborant amb Cristóvão de Moura e Távora per facilitar la unió de Portugal a Espanya. Aspirava a dirigir l'exèrcit que ocupés el regne lusità, i va ser profundament ofès pel nomenament del duc d'Alba (Fernando Álvarez de Toledo y Pimentel) per a aquesta comesa.
En compensació, a l'octubre de 1580 se li va encarregar l'honrós comès de la presidència del seguici que havia de traslladar al monestir de l'Escorial el cadàver de la reina Anna d'Àustria, morta a Badajoz, i uns mesos després va ser recompensat amb el virregnat de Nàpols. Segons la biografia de Gregorio Leti es va endur el seu net Pedro, de vuit anys, però no hi ha cap document que ho provi.
Va encarregar a Jerónimo Gudiel un llibre de la història dels Girón, publicat a Alcalá de Henares el 1577: Compendi d'alguna històries d'Espanya, on es tracten moltes antiguitats dignes de memòria i, especialment, es de notícia de l'antiga família dels Girón, i de molts altres llinatges.
Va casar el gener de 1552 amb la senyora Leonor Ana de Guzmán i Aragón, filla del duc de Medina Sidonia, amb qui va tenir 11 fills, entre ells Juan Téllez-Girón y Guzmán, el seu successor en els títols. Leonor va morir a Osuna el 23 de novembre de 1573. Va contreure segon matrimoni en 1575 amb Isabel de la Cueva i Castilla (m.1619), germana de Beltrán III de la Cueva i Castilla, VI duc d'Alburquerque, ambdós fills de Diego de la Cueva i Toledo, majordom de CarlesI i fill de Francisco Fernández de la Cueva i Mendoza, II duc d'Alburquerque. Amb la seva segona esposa tindria un fill, Antonio (Nàpols, 1585 - Cuéllar, 1591).
Va morir als 53 anys, i va ser enterrat a la Capella del Sant Sepulcre de l'Església Col·legial (Osuna, Província de Sevilla).